# Joseph August Röckel
Joseph August Röckel, auch Josef August Roeckel, (* 28. August 1783 in Neunburg vorm Wald; † 19. September 1870 in Köthen) war ein deutscher Opernsänger (Tenor) und Theaterprinzipal. Er war der Bruder der Sängerin Elisabeth Röckel, die 1813 den Komponisten Johann Nepomuk Hummel heiratete.

## Leben
Röckel studierte nach dem Gymnasialabschluss 1800 am (heutigen) Wilhelmsgymnasium München in München Rechtswissenschaft und war 1803/04 Privatsekretär beim Bayerischen Gesandten in Salzburg. Dort entdeckte ihn ein Wiener Theaterintendant, der ihn 1804 als ersten Tenor an das Theater an der Wien verpflichtete. Zusammen mit seiner Schwester erhielt er dort auch eine Dienstwohnung. Bekannt wurde er insbesondere in der Rolle des Florestan, die er bei der Uraufführung der zweiten Fassung von Beethovens Oper Fidelio (1806) verkörperte. Die Oper erlebte in dieser Fassung zwei Aufführungen, am 29. März und 10. April 1806. Verdienste erwarb er sich daneben bei der Vorbereitung jenes großen Konzerts, bei dem Beethoven am 22. Dezember 1808 im Theater an der Wien mehrere Werke zur Uraufführung brachte, die 5. Sinfonie, die 6. Sinfonie, das 4. Klavierkonzert und die Chorfantasie. Als Dank schenkte ihm Beethoven ein englisches Lexikon.
Später hat Röckel mehrfach von seinen Begegnungen mit dem Komponisten berichtet, so gegenüber Ferdinand Ries, Anton Schindler und Rudolf Bunge.
Im September 1810 ging er mit seiner Schwester ans Theater in Bamberg, kehrte 1811 nach Wien zurück und war dort bis zum Frühjahr 1813 am Kärntnertor-Theater engagiert. Am 6. April 1813 schrieb Beethoven an Joseph von Varena in Graz, er empfehle ihm „Hr. Röckel und seine Schwester, deren Musikalische Talente verdienen von ihnen näher gekannt zu werden“. Tatsächlich erhielt Röckel am dortigen Theater ein Engagement und gab am 15. Mai 1813 sein Debüt in dem Singspiel Die Schweizer Familie. 1814 wurde in Graz sein Sohn August Röckel geboren. Anschließend wirkte er kurze Zeit in Mannheim und debütierte am 26. August 1816 in Trier, wo er – zusammen mit seiner Frau Caroline Röckel, geb. Heyer – bis zum 17. August 1817 beschäftigt war.
Von September 1822 bis 1828 lebte er erneut in Wien, unterbrochen von einem kurzen Engagement in Agram im Herbst 1825. Er trat am Kärntnertor-Theater auf und arbeitete daneben als Kopist. Außerdem wirkte er 1822 bis 1827 als Gesanglehrer an der Wiener Hofoper und unterrichtete dort Henriette Sontag. Von 1828 bis 1829/30 war er Theaterdirektor am Theater Aachen, 1830/31 bis 1832 hielt er sich in Paris auf und anschließend bis 1846 in London. Von 1846 bis 1853 war er Direktor einer Musikschule in York, um 1860/61 lebte er bei seinem Sohn Eduard in Bath, wo er mit dem Beethoven-Biographen Alexander Wheelock Thayer zusammentraf, der ihn insbesondere zu Beethovens Fidelio befragte. Die letzten Jahre seines Lebens verbrachte er in Köthen.
Röckel hinterließ ein aus 13 Bänden bestehendes Tagebuch, das er in den Jahren 1815 bis 1857 führte. Das Original ist im Besitz des Goethe-Museums in Düsseldorf.

## Familie
Röckel war zwei Mal verheiratet:
- Seine erste Frau war die Schauspielerin Caroline Heyer (* 1. März 1790 in Mannheim; † 9. September 1824 in Wien), die mit 34 Jahren in der gemeinsamen Wohnung auf der Wieden Nr. 177 an „Nervenfieber“ starb.[9]
- Am 8. Oktober 1827 heiratete er in der Wiener Laimgrubenkirche die Sopranistin Anna Uëtz (* 25. Mai 1802 in Wien; † 13. November 1872 in Köthen). Sie debütierte 1821 am Theater an der Wien, war 1822/23 in Agram tätig, 1823 bis 1826 in Graz und 1826/27 an der Wiener Hofoper. Nach ihrer Heirat mit Joseph August Röckel ging sie 1829 mit diesem nach Aachen. Wegen einer Erkrankung trat sie in den Opernproduktionen ihres Mannes nur mehr als Choristin und in kleinen Rollen auf.

Aus den beiden Ehen hatte Röckel drei Söhne:
- August Röckel, einer der engsten Freunde von Richard Wagner. Dessen Tochter Louisabeth Röckel wurde später eine bedeutende Schauspielerin.
- Eduard Röckel (* 20. November 1816 in Trier; † 2. November 1899 in Bath), von Robert Schumann zu den „Besseren unter den Virtuosen“ gezählt.
- Josef Leopold Röckel (* 11. April 1838 in London, † 20. Juni 1923 in Vittel/Vogesen), Pianist und Komponist, vorwiegend von Vokalwerken.